# Mapleton (Utah)
Pour les articles homonymes, voir Mapleton.
Mapleton est une municipalité américaine située dans le comté d'Utah au sein de l'État du même nom. Lors du recensement de 2010, sa population est de 7 979 habitants.

## Géographie
La municipalité s'étend sur 12,58 milles carrés (32,58 km2).

## Histoire
Mapleton est à l'origine un quartier de Springville, fondé dans les années 1870. D'abord appelée Union Bench, la localité est renommée en 1901 en référence à ses nombreux érables (en anglais : maple trees). Elle devient une municipalité en 1948.

## Démographie
La population de Mapleton est estimée à 9 512 habitants au 1er juillet 2016. Celle-ci est relativement jeune avec 38,8 % de moins de 18 ans en 2010, contre 31,5 % en Utah et 24 % aux États-Unis.
Le revenu par habitant était en moyenne de 29 022 dollars par an entre 2012 et 2016, supérieure à la moyenne de l'Utah (25 600 dollars) mais en-dessous de la moyenne nationale (29 829 dollars), malgré un revenu médian par foyen bien plus élevé (97 229 dollars à Mapleton contre 55 322 dollars aux États-Unis). Sur cette même période, 4,6 % des habitants de Mapleton vivaient sous le seuil de pauvreté (contre 10,2 % dans l'État et 12,7 % à l'échelle du pays).